# 豊川村 (島根県)
豊川村（とよかわむら）は、島根県美濃郡にあった村。現在の益田市の一部にあたる。

## 地理
益田川の中流域、大谷本溢川の流域に位置していた。

## 歴史
- 1889年（明治22年）4月1日、町村制の施行により、美濃郡大谷村、久々茂村、猪木谷村、馬谷村（一部、字岩倉）が合併して村制施行し、豊川村が発足[1][2]。
- 1928年（昭和3年）- 豊川発電所設置[1]。
- 1952年（昭和27年）8月1日 - 美濃郡益田町、安田村、北仙道村、豊田村、高城村、小野村、中西村と合併し市制施行して益田市を新設して廃止された。

### 地名の由来
河谷平野の豊かさから。

## 産業
農業、林業。

## 教育
- 1873年（明治6年）- 大谷小学校開校[1]。
- 1893年（明治26年）- 大谷小学校が豊川村尋常小学校に改称[1]。
- 1922年（大正11年）- 高等科を設け豊川村尋常高等小学校に改称[1]。
- 1947年（昭和22年）- 豊川中学校開校[1]。